# Battaglia di Irpin'
La battaglia di Irpin' è stato uno scontro armato, parte dell'invasione russa dell'Ucraina del 2022, tra le forze armate della Federazione Russa e l'esercito ucraino per il controllo della città di Irpin', situata nell'Oblast' di Kiev. La battaglia durò poco più di un mese, dal 27 febbraio al 28 marzo 2022, e terminò con la riconquista della città da parte dell'Ucraina dopo che essa era brevemente caduta in mano russa.

## Preludio
Il 25 febbraio 2022, dopo aver occupato Hostomel' e l'Aeroporto Antonov, di importante valenza strategica, l'esercito russo marciò verso le città vicine di Buča e Irpin', con l'obiettivo di circondare del tutto Kiev. Tuttavia, mentre la prima cadde in breve tempo, la seconda oppose molta più resistenza, cimentata dal sindaco Oleksandr Markushyn.

## Battaglia

### Febbraio
Il 25 febbraio, per errore, un piccolo gruppo delle forze armate russe proveniente da Kemerovo caricò da solo la città, senza attendere il resto dell'esercito. L'offensiva, portata avanti da unità scarse e non corazzate, venne però subito stroncata da un'imboscata della resistenza partigiana sul fiume Irpin'. Il 27 febbraio, poco tempo dopo l'occupazione di Buča, un intero reggimento sfondò le difese poste sul fiume ed entrò a Irpin', dove avvenne uno scontro tra i carri armati russi e la fanteria ucraina. Stando a dei video pubblicati dalla resistenza ucraina, almeno due veicoli corazzati erano stati distrutti e sei soldati russi uccisi. Il giorno dopo venne distrutto, su ordine del sindaco, un ponte che collegava Irpin' a Buča.

### Marzo
Il 3 marzo ebbe ufficialmente inizio l'evacuazione della città, portata avanti da aiuti umanitari provenienti da Kiev e dalla Polonia, durante la quale persero la vita circa 200 civili. Lo stesso giorno fu abbattuto un caccia russo Sukhoi Su-30. L'8 marzo vennero uccisi altri 8 civili, tra cui due bambini, a causa dei bombardamenti, e cinque giorni dopo venne aperto il fuoco anche su un giornalista statunitense inviato sul campo, Brent Renaud. Il 14 marzo la città cadde e il consiglio comunale cittadino annunciò che mezza Irpin' era completamente occupata. Il 28 marzo, grazie ad ulteriori soldati inviati da Kiev, l'esercito ucraino riuscì a liberare e riconquistare la città, spingendo i russi a ritirarsi. Per questa ragione, Irpin' ha ricevuto il titolo onorario di città eroina dell'Ucraina.